# مالیمبه شکم‌سرخ
مالیمبه شکم‌سرخ (نام علمی: Malimbus erythrogaster) نام یک گونه از سرده مالیمبه‌ها است.